# Naga Jolokia
 Denne artikel bør gennemlæses af en person med fagkendskab for at sikre den faglige korrekthed.

Bhut Jolokia (også kendt som Ghost Chili, Ghost Pepper) er en chili som gror i Bangladesh, det nordøstlige Indien (Assam, Nagaland og Manipur) og Sri Lanka.
Den måler op til 1.041.427 enheder på Scoville-skalaen.
| Botanik | Spire Denne botanikartikel er en spire som bør udbygges. Du er velkommen til at hjælpe Wikipedia ved at udvide den. |